# Arthur Rimbaud
Jean Nicolas Arthur Rimbaud, född 20 oktober 1854 i Charleville, Ardennes, död 10 november 1891 i Marseille, var en fransk poet. Tillsammans med Charles Baudelaire ses han som en viktig föregångare till 1880-talets franska symbolism och den internationella modernismens litteratur under 1900-talet. Han har setts som en förnyare av poesin och språket, och litteraturforskare har konstaterat att Rimbaud förändrade synen på poesins och språkets möjligheter.
Den unge Arthur Rimbaud hade ett stormigt förhållande med den äldre poeten Paul Verlaine, som vid ett tillfälle sköt honom i handen. Förhållandet har skildrats i flera filmer och populärkulturella verk. Rimbaud sågs som en poète maudit, en "fördömd poet", en term som myntades av Verlaine i en essäbok från 1884 och som gällde även Verlaine själv. Termen syftade på poeter, företrädesvis under slutet av 1800-talet och i början av 1900-talet, vilka sågs av både samhället och sig själva som utstötta.
Redan i tjugoårsåldern slutade Rimbaud att skriva poesi, och reste istället runt i världen, bland annat som handelsman i Harar. Då hade bara en diktsamling getts ut av honom, En tid i helvetet (1873), och passerat obemärkt förbi. Han drabbades av kraftiga smärtor i knät när han befann sig i Aden 1891, och fördes till Marseille där hans högra ben amputerades. I november samma år avled han, 37 år gammal, i sviterna av operationen. Då hade en essä om honom av Paul Verlaine tillsammans med en första utgåva av hans banbrytande, prosalyriska Illuminationer (1886) gjort Rimbaud ryktbar. Sammantaget är Rimbauds poetiska produktion föga omfattande. Det som väl finns har dock haft stort inflytande på den symbolistiska och modernistiska litteraturen, liksom 1900-talets litteratur i allmänhet.

## Biografi

### Ungdom och poet
Arthur Rimbaud föddes i den lilla franska landsortsstaden Charleville nära den belgiska gränsen, där han även gick i skolan. Han var en mycket duktig elev. Tidigt i tonåren skrev Rimbaud en revolutionerande och för den tiden moraliskt utmanande poesi, och har framstått som ett ideal för många unga rebelliska poeter. Hans första publicerade dikt, den 2 januari 1870, var Les Étrennes des orphelins, i tidskriften "La Revue pour tous". Samtidigt blev Georges Izambard hans lärare i litteratur och retorik. Izambard kom att bli mycket viktig för Rimbauds litterära karriär. 24 maj samma år skickade han in tre dikter till Théodore de Banville och tidskriften Le Parnasse contemporain. De publicerades dock inte. Istället gav La Charge 13 augusti ut "Trois baisers".
Rimbaud levde ett stormigt liv. Under 1870 och 1871 rymde han hemifrån tre gånger. Första gången, 26 augusti till 26 september, kom  han ända till Paris, där han omhändertogs, och hämtades upp av sin lärare Izambard. I oktober gav han sig av igen, till Douai och sedan till Belgien, där han förmodligen gav ett manuskript till Paul Demeny.
25 februari 1871 stack han hemifrån på nytt, den här gången till Paris. Där slog han följe med och ingick i olika litterära sällskap. Även om han ses som en viktig gestalt inom den symbolistiska rörelsen stod han i likhet med både Stéphane Mallarmé och Paul Verlaine en bit utanför dess egentliga kärna. Hans verk Illuminationerna, huvudsakligen författat 1872-1873, utgavs först 1886 och blev ett viktigt tillskott till den symbolistiska rörelsen.
Med Paul Verlaine hade Rimbaud ett uppmärksammat och stormigt förhållande. I juli 1872 lämnade de Paris och gav sig av mot Belgien. I september samma år fortsatte de till London. 14 september 1872 publicerades dikten Corbeaux i tidskriften "La Renaissance littéraire et artistique". Efter ett intensivt gräl reste Verlaine i juli 1873 till Bryssel. När han och Rimbaud träffades där den 10 juli sköt Verlaine två skott mot Rimbaud med en revolver. Det ena skottet missade, medan det andra träffade i handen. En omplåstrad Rimbaud försökte därefter blidka Verlaine, men en vredgad Verlaine drog vapen på öppen gata. Han greps då av en förbipasserande polis, och dömdes så småningom till två års fängelse.
I augusti 1873 färdigställde Rimbaud En tid i helvetet i Roche. Diktsamlingen gavs ut i oktober. Rimbauds egen poetiska ambition avtog en tid efteråt, redan i tjugoårsåldern. I En tid i helvetet finns tecken på resignation och litterär frustration.

### Resor runtom i världen
Efter diktsamlingen gav sig Rimbaud ut på många resor av olika längd. 1874 befann han sig under långa perioder i London tillsammans med Germain Nouveau, där han även besöktes av sin mor och syster. Från februari till april 1875 befann han sig i Stuttgart, där han sista gången under en kort tid såg Verlaine. Tidig sommar reste han vidare mot Italien, där han huvudsakligen uppehöll sig i Milano. I april 1876 skulle han ge sig av på sin första resa mot Orienten men förhindrades vidare resa i Wien. I maj anslöt han sig till den nederländska kolonialarmén i Rotterdam, och gav sig med dem av mot Jakarta 10 augusti. I Java deserterade han, och återvände till Europa.

Rimbauds vänner hade svårt att få reda på några nyheter om honom under den här tiden, och de enda kvarvarande vittnesmålen kommer från Ernest Delahaye och Rimbauds syster Isabelle, med vilka han korresponderade. Vittnesmålen är dock ofta motsägelsefulla. I maj 1877 skrev han från Bremen ett brev till USA:s konsul med ett önskemål om att tas upp i den amerikanska marinen. Han verkar dock inte ha fått något svar, utan gav sig vidare mot Köln och Hamburg. Under våren och sommaren jobbade Rimbaud på en cirkus, Cirque Loisset, som reste runt i Europa och bland annat besökte Danmark och Sverige. I juni antecknades hans namn i Stockholms utlänningsregister. I augusti 1877 skrev Delahaye till Ernest Millot att Rimbaud verkar ha varit i Stockholm och därefter Köpenhamn, men att inga nyheter har kommit efter dess. Nitton år senare, 21 augusti 1896, skrev Delahaye i ett brev till Paterne Berrichon att Rimbaud hade gått med i en cirkus, som tolk, och att han hade rest till Köpenhamn och därefter Stockholm, varifrån han skickats hem igen av den franske konsuln. Hans syster skrev samma år att han hade varit i Sverige, Danmark och Norge, innan han havsvägen återvände till Bordeaux.

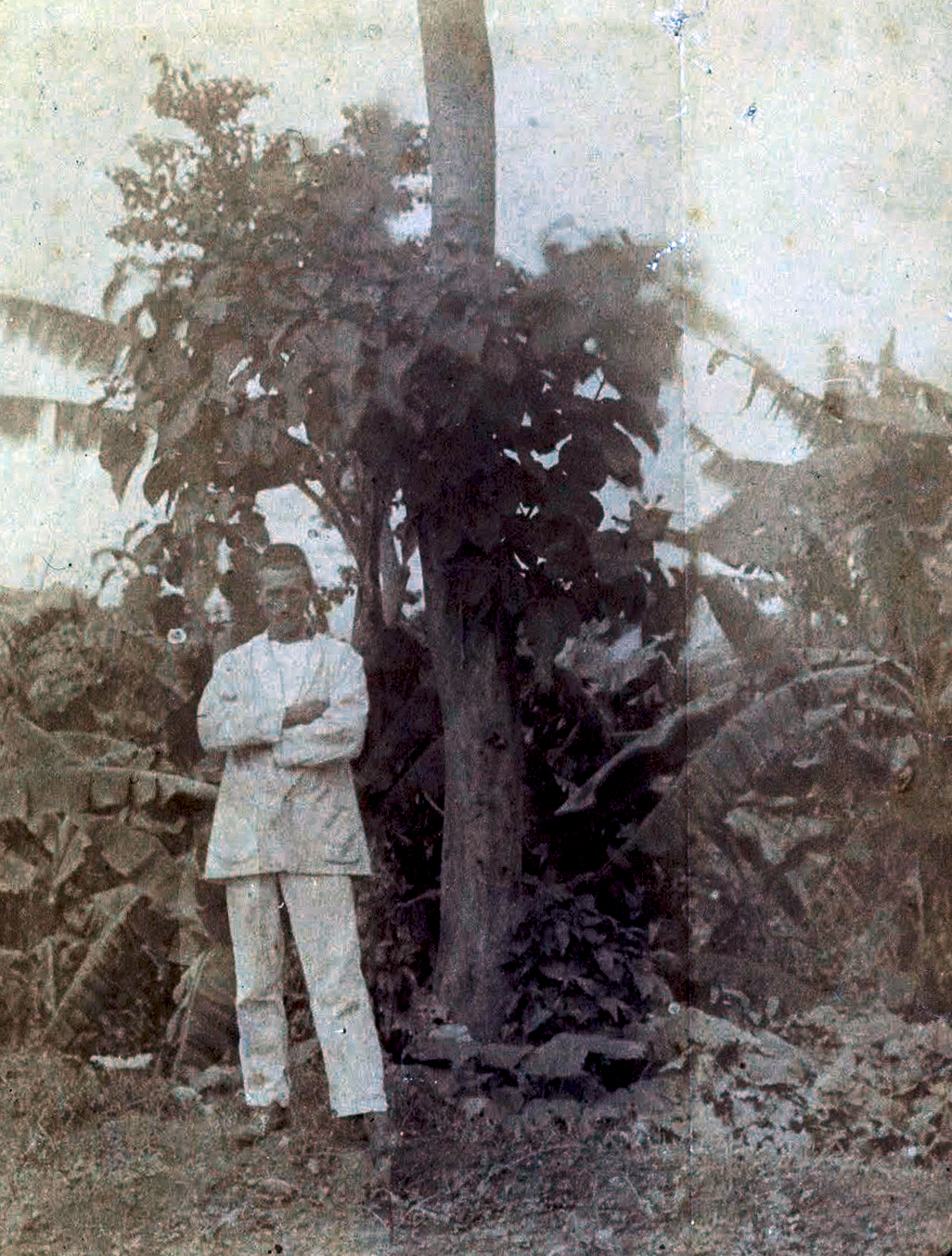
Rimbaud i Harar 1883.

I november 1878 reste Rimbaud från Genua till Alexandria med fartyg, innan han i december blev arbetsledare på ett bygge åt den brittiska administrationen på Cypern. I maj 1879 drabbades han av tyfoidfeber, och tvingades att återvända till Frankrike. Han återvände till Cypern i mars 1880, och i några månader till fortsatte han att arbeta som arbetsledare. Han lämnade dock hastigt ön. Det finns olika teorier om varför han så hastigt gav sig iväg från Cypern. En förekommande förklaring är att han ska ha råkat döda en arbetare med en sten. En annan teori är att han var oenig med ledningen, eller att man helt enkelt upphörde med byggandet.

### Handelsresande
Efter att ha lämnat ön började han söka jobb vid Röda havets hamnar. I augusti blev han anställd av företaget Mazeran i Aden, där han befann sig under 1880. Hans uppgift var att övervaka klassificering och förpackning av kaffe. I december 1880 omplacerades han till det nybildade kontoret i Harar i dåvarande Abessinien (nuvarande Etiopien). Första omgången stannade han i Harar i ett år, innan han i december 1881 återvände till Aden. I mars 1883 återvände han på nytt till Harar, där han fortsatte att arbeta. Samma år gav Verlaine ut ett antal av Rimbauds dikter i tidskriften Lutèce, tillsammans med en essä om honom. Essän gav Verlaine ut året efter i en bok med titeln De fördömda poeterna, där Tristan Corbière och Stephane Mallarmé också lyftes fram. 
1 februari 1884 färdigställde Rimbaud sin "rapport om Ogaden", som gavs ut av La Sociéte de géographie (Geografisällskapet). I mars 1884 tvingades Rimbaud lämna Harar igen, på grund av Mazerans dåliga affärer. Han återvände till Aden. I juni grundade bröder vid namn Bardey ett nytt företag för export av kolonialvaror, och anställde Rimbaud. Han arbetade för dem till oktober 1885, då han bröt med bröderna och skrev under ett kontrakt med Pierre Labatut, för vilken han skulle handla med vapen av Menelik II. I oktober 1886 gav han sig av för att köpslå med kungen, trots att Labatut just då hade avlidit. Företaget fick dock svårigheter med att fortsätta verksamheten efter Labatuts död, och Rimbaud tvingades att lämna sina varor hos Menelik II under förödande omständigheter.
Samtidigt gavs flera av hans dikter ut. I april 1886 gavs "Premières Communions" ut i La Vogue, och i maj-juni 1886 publicerades ett första urval av Les Illuminations i samma tidskrift – vid båda tillfällena utan Rimbauds vetskap. Rimbaud inledde ett förhållande med Octave Borelli, storebror till utforskaren Jules Borelli, som då även var redaktör för tidskriften Bosphore égyptien. Till Jules Borelli sände Rimbaud anteckningar från sin resa till Menelik II, som publicerades i tidskriften Bosphore égyptien. I maj 1888 lämnade Rimbaud vapenhandeln och grundade en affärsbyrå i Harar. I april 1891 drabbades Rimbaud dock av svåra smärtor i knät, och han fördes till Aden. I maj amputerades hela hans högra ben vid ett sjukhus i Marseille. 10 november samma år avled han.

## Författarskap

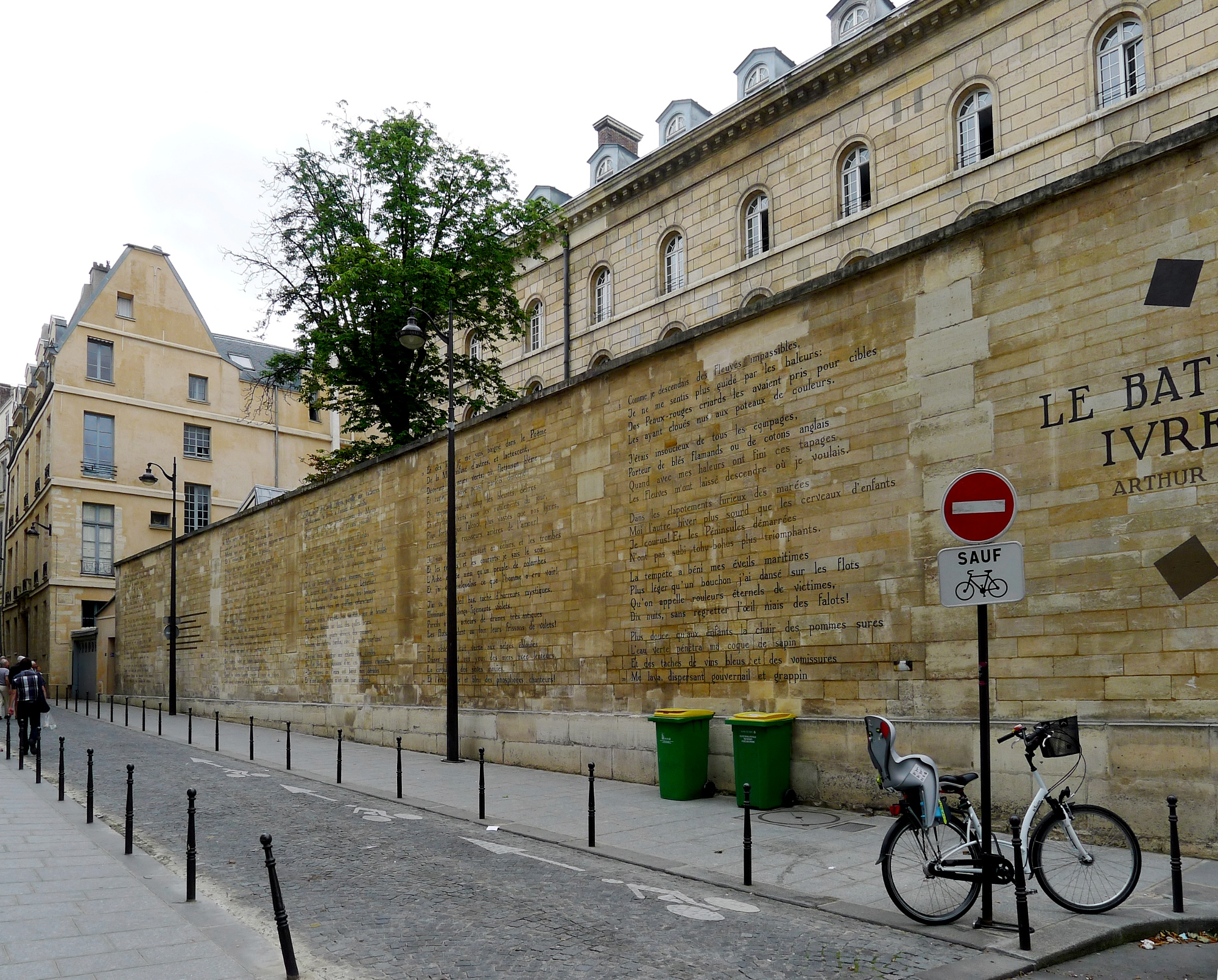
Rimbauds dikt Le Bateau ivre som väggdikt i Paris (2012).

Rimbaud betraktas som en synnerligen nyskapande och originell poet. Tillsammans med den äldre Charles Baudelaire ses han som en viktig föregångare till den franska symbolismen på 1880-talet, men även till modernismens litteratur och enskilda internationella poeter under hela 1900-talet. Hans verk Les Illuminations blev när det kom ut 1886 ett viktigt tillskott i den inledande symbolistiska rörelsen. Genom verket blev han på kort tid ett stort namn i den samtida litteraturen, även om han själv hade lämnat det litterära livet. Omkring sekelskiftet var Rimbaud ett känt och uppmärksammat namn inom hela det europeiska kulturlivet, och i litteraturkretsar fortsatte såväl hans poesi som hans livsöde att attrahera. Artur Lundkvist kallade honom bland annat för "poesins Ikarus", och i den lyriska modernismen blev han en stor förebild.
Ett viktigt och för den tiden nyskapande drag i Rimbauds poesi är hur det poetiska språket används som redskap för fantasin snarare än för att återge referenser och konventioner. Orden och språket är självständigt, och målet är att få dem att uttrycka någon form av ny, djup och hittills fördold sanning. I ett brev till Paul Demeny 1871, ett brev som inom Rimbaudforskningen ofta kallas för "skådarbrevet", skriver Rimbaud att diktaren måste göra sig "skådande genom en lång, väldig och genomtänkt desorganisation av alla sinnen." Förmodligen var slutorden till Baudelaires dikt "Le Voyage" viktiga för denna insikt. Begrepp som förnuft, rationalism, logik och struktur ska åsidosättas för den konstnärliga friheten, och med poesins språk ska en ny världsbild kunna skildras. I dikten "L'Alchimie du Verbe" (ordets alkemi), ur Une Saison en enfer, kallar han detta för "systematiskt hallucinerande".
Ett centralt verk i Rimbauds poesi, inte minst de tidiga delarna av hans begränsade produktion, är långdikten Le bateau ivre (Den berusade båten), i svensk översättning av Helmer Lång 1965. Också i Le bateau ivre finns det tydliga beröringspunkter med Baudelaires "Le Voyage". Långdikten skildrar en tämligen omvälvande båtresa, där båten ständigt kastas omkring i strömmar och flodvirvlar, med en skräckslagen besättning fastnaglad vid båtens däck. Dikten har setts som en symbol för det inre äventyret i dess desperation.
En tid i helvetet (1873) var den enda bok Rimbaud själv utgav under sitt liv. Han skrev den under ett uppehåll i födelsestaden. Den trycktes i Bryssel och bekostades av hans mor. Det sena utgivandet av Illuminationer (1886), ett verk från åren 1872-75, skedde genom Paul Verlaines försorg. Olsson och Algulin ser i Litteraturens historia i världen Illuminationer som Rimbauds viktigaste verk. Exakt när verket skrevs är oklart. Rimbaudforskningen har tidigare föreslagit tidigt 1870-tal, men i senare forskning har man pekat på att dikterna troligen tillkommit efter skilsmässan och uppbrottet med Verlaine, således omkring 1875. Många av dikterna i samlingen tycks vara skenbara tavelbeskrivningar, men motiven som beskrivs överensstämmer inte med perceptionella konventioner, eller vad man kan tänka sig att man skulle kunna se. Språket är nydanande och i centrum, och använt på så vis att det ska framkalla associationer och visioner hos läsaren. Apropå diktsamlingen konstaterade Olsson och Algulin att "Rimbauds fria bildturbulens förändrar kanske inte världen, men den förändrade onekligen poesin och därmed på sikt vår syn på poesins och språkets möjligheter."
Verlaine redigerade senare Rimbauds postuma Poésies complètes (1895), liksom Œuvres (1898) och Lettres (1899).

## Inflytande
För den franska dadaismen åren efter första världskriget och för den efterföljande surrealismen åberopades Rimbaud som föregångare. André Breton skulle längre fram konstatera att humor saknas i Rimbauds verk. Vid de få tillfällen då humor sipprar fram förtas den av ett förtvivlat hån, "vilket är raka motsatsen till humor". Till sin antologi om svart humor, Anthologie de l'humour noir (1940), valde Breton ut ett par exempel på detta ur Rimbauds produktion, dels ett stycke ur dagboksberättelsen Hjärtat under prästrocken (1871) och dels ett brev från 14 oktober 1875, vilket innehöll dikten Dröm där olika soldatmagar i baracker nattetid knorrar och pratar och osar i valstakt.
Rimbaud introducerades i Sverige i början av 1930-talet av Gunnar Ekelöf med översättningar i tidskriften Spektrum. Fyra essäer om Rimbaud skrivna av Ekelöf åren 1934–1954 samlades postumt i tolkningsvolymen Lyrik och prosa (1972). 1939 presenterades Rimbaud i Artur Lundkvists essäsamling Ikarus flykt. På svenska utgavs Rimbauds Samlade verk 2003, översatta av Elias Wraak. En presentation av Rimbaud i ord och bild återfinns även i OrdStröms volym Berusad gryning, sammanställd av Roger Fjellström. Fredrik Böök kallade honom för en "fruktansvärd förbrytarnatur", på grund av poetens homosexualitet.
Harold Bloom konstaterar i Den västerländska kanon att Rimbaud är en av mycket få poeter, tillsammans med Christopher Marlowe, William Blake och Hart Crane, som aldrig behövde utvecklas, eftersom de redan från början i sin karriär nådde den absoluta höjden av vad poesin och språket kan uttrycka.

## I film
Förhållandet mellan Arthur Rimbaud och Paul Verlaine finns skildrat i ett par spelfilmer. Den första kom 1971, Una stagione all'inferno, av den italienske poeten och regissören Nelo Risi, med Terence Stamp i rollen som Rimbaud. Den andra bygger på en brittisk teaterpjäs från 1967 av Christopher Hampton. Den heter Total Eclipse och kom 1995 i regi av Agnieszka Holland, där Leonardo DiCaprio spelar Rimbaud.

## Bildgalleri

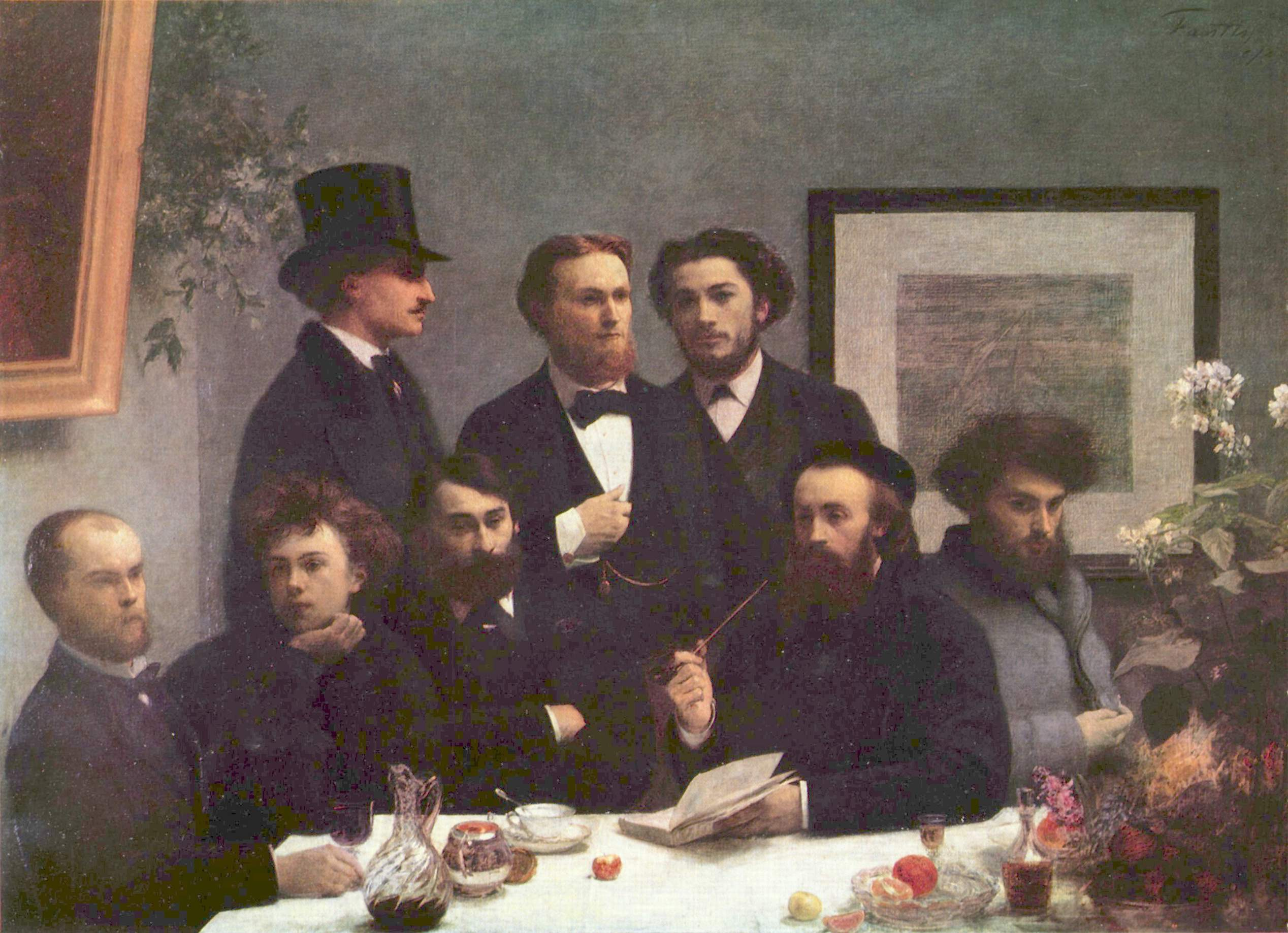
Henri Fantin-Latour: Ett bordshörn ("Un coin de table", oljemålning, 1872). Paul Verlaine sitter längst till vänster med Arthur Rimbaud intill sig.
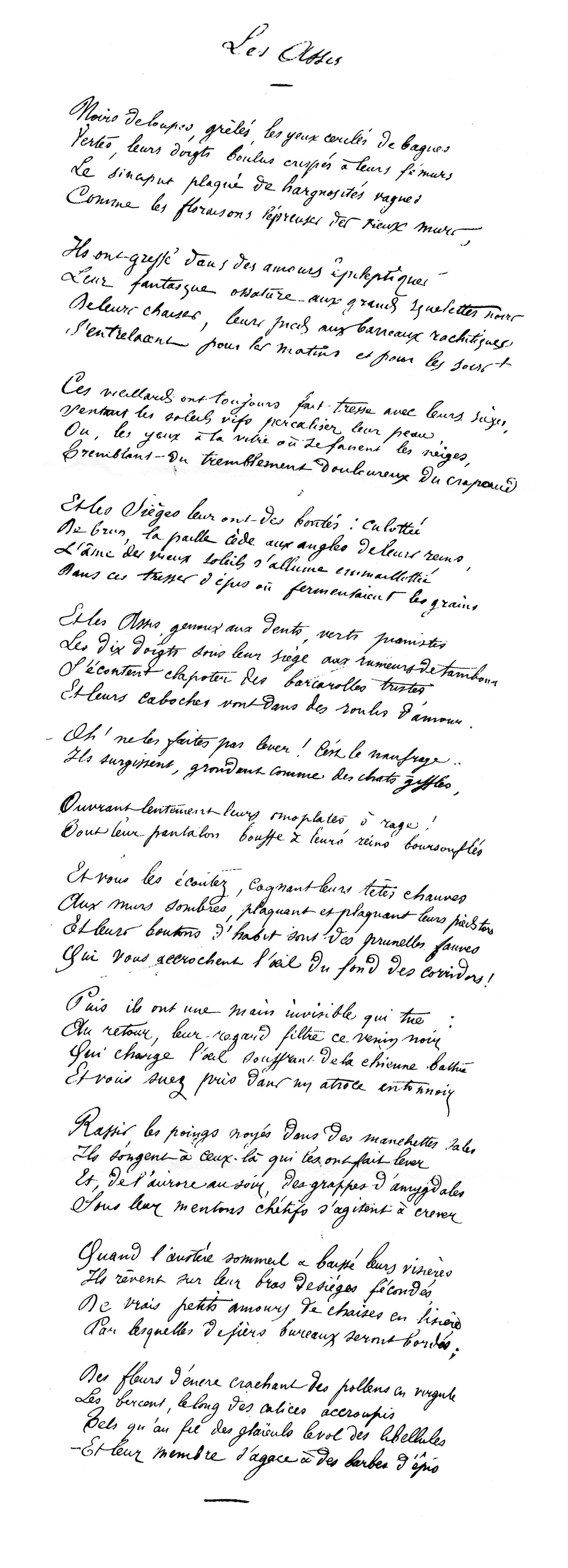
Handskrivet blad av Les Assis.
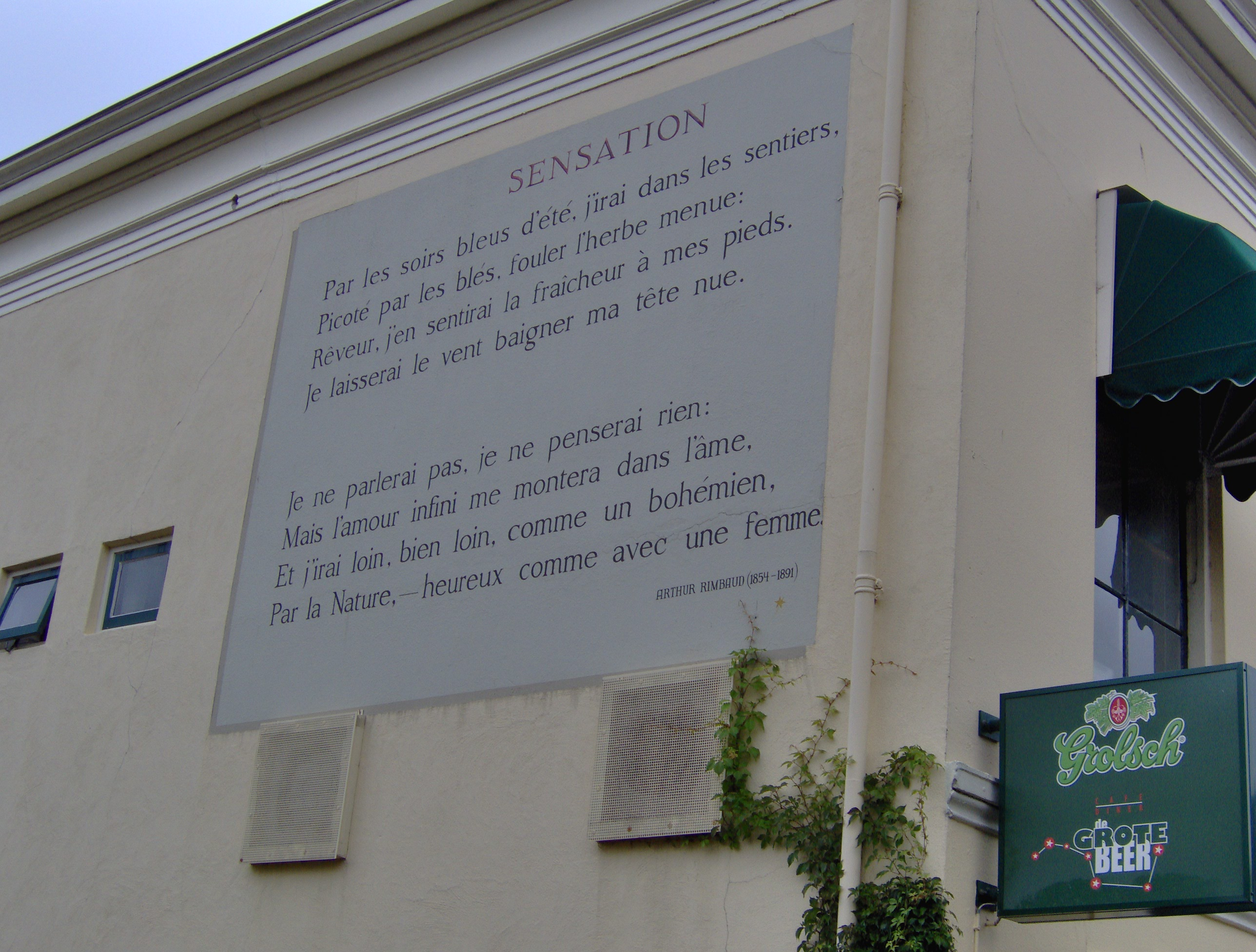
Rimbauds dikt Sensation, från mars 1870, som väggdikt på Rembrandtstraat 27 i den holländska staden Leiden.
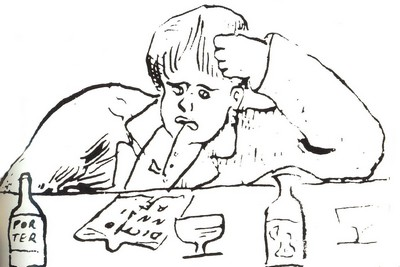
Paul Verlaines teckning av Arthur Rimbaud.